# Étienne Kern
 (septembre 2021).
La mise en forme du texte ne suit pas les recommandations de Wikipédia : il faut le « wikifier ».
Les points d'amélioration suivants sont les cas les plus fréquents :
- Les titres sont pré-formatés par le logiciel. Ils ne sont ni en capitales, ni en gras.
- Le texte ne doit pas être écrit en capitales (les noms de famille non plus), ni en gras, ni en italique, ni en « petit »…
- Le gras n'est utilisé que pour surligner le titre de l'article dans l'introduction, une seule fois.
- L'italique est rarement utilisé : mots en langue étrangère, titres d'œuvres, noms de bateaux, etc.
- Les citations ne sont pas en italique mais en corps de texte normal. Elles sont entourées par des guillemets français : « et ».
- Les listes à puces sont à éviter, des paragraphes rédigés étant largement préférés. Les tableaux sont à réserver à la présentation de données structurées (résultats, etc.).
- Les appels de note de bas de page (petits chiffres en exposant, introduits par l'outil «  Source ») sont à placer entre la fin de phrase et le point final[comme ça].
- Les liens internes (vers d'autres articles de Wikipédia) sont à choisir avec parcimonie. Créez des liens vers des articles approfondissant le sujet. Les termes génériques sans rapport avec le sujet sont à éviter, ainsi que les répétitions de liens vers un même terme.
- Les liens externes sont à placer uniquement dans une section « Liens externes », à la fin de l'article. Ces liens sont à choisir avec parcimonie suivant les règles définies. Si un lien sert de source à l'article, son insertion dans le texte est à faire par les notes de bas de page.
- La présentation des références doit suivre les conventions bibliographiques. Il est recommandé d'utiliser les modèles {{Ouvrage}}, {{Chapitre}}, {{Article}}, {{Lien web}} et/ou {{Bibliographie}}. Le mode d'édition visuel peut mettre en forme automatiquement les références.
- Insérer une infobox (cadre d'informations à droite) n'est pas obligatoire pour parachever la mise en page.

Pour une aide détaillée, merci de consulter Aide:Wikification.
Si vous pensez que ces points ont été résolus, vous pouvez retirer ce bandeau et améliorer la mise en forme d'un autre article.
Pour les articles homonymes, voir Kern.
Étienne Kern, né le 29 novembre 1983 à Saverne, est un écrivain français.

## Biographie
Originaire de Wasselonne, ancien élève de l’École normale supérieure (2003) et agrégé de lettres classiques, Étienne Kern est professeur de lettres en classes préparatoires au lycée Édouard-Herriot de Lyon.
À partir de 2009, il publie avec son épouse Anne Boquel plusieurs essais littéraires, dont Une histoire des haines d’écrivains.
Paru en août 2021, son premier roman, Les Envolés, est centré autour de la figure de Franz Reichelt. Sélectionné pour le prix Femina, le prix Femina des lycéens, le prix Renaudot, le prix Renaudot des lycéens, le prix Rive Gauche à Paris, le prix Cabourg du roman et le prix Première, il obtient en mai 2022 le prix Goncourt du premier roman.
En août 2024, son deuxième roman, La Vie meilleure, paraît aux éditions Gallimard. L'ouvrage, qui s'empare de la figure d'Emile Coué, est sélectionné pour le prix Goncourt, le prix Renaudot et le prix Femina. Il reçoit la Feuille d'or de la ville de Nancy, le prix Erckmann-Chatrian et le prix du roman Psychologies.
En mai 2025, Les Envolés fait partie de la première sélection du Prix Jan-Michalski de littérature.

## Œuvre
- Une histoire des haines d'écrivains : de Chateaubriand à Proust, Flammarion, 2009 (avec Anne Boquel)
- Une histoire des parents d'écrivains : de Balzac à Marguerite Duras, Flammarion, 2010 (avec Anne Boquel)
- Les Derniers des fidèles, Flammarion, 2013 (avec Anne Boquel)
- Les Plus jolies fautes de français de nos grands écrivains, Payot, 2015 (avec Anne Boquel)
- Le Crâne de mon ami : les plus belles amitiés littéraires de Goethe à García Márquez, Payot, 2018 (avec Anne Boquel)
- Le Tu et le vous : l'art français de compliquer les choses, Flammarion, 2020
- Les Envolés, Gallimard, 2021
- La Vie meilleure, Gallimard, 2024

## Distinctions
- Prix Talents Cultura[21] pour Les Envolés (2021)
- Lauréat du Festival du premier roman de Chambéry[22] (2022)
- Prix Jean-Claude Brialy de la Ville de Saumur[23] pour Les Envolés (2022)
- prix Goncourt du premier roman pour Les Envolés (2022)
- Grand-prix littéraire de l'Aéro-club de France[24] pour Les Envolés (2022)
- Prix Feuille d'or de la Ville de Nancy[17] pour La Vie meilleure (2024)
- Prix Erckmann-Chatrian pour La Vie meilleure[18] (2024)
- Prix du roman Psychologies pour La Vie meilleure[19] (2024)
- Prix de Littérature de l'Académie rhénane pour La Vie meilleure[25] (2025)